# Mukabagenzi
Mukabagenzi är ett vattendrag i Burundi.   Det ligger i provinsen Ruyigi, i den centrala delen av landet, 80 km öster om huvudstaden Bujumbura.
Omgivningarna runt Mukabagenzi är en mosaik av jordbruksmark och naturlig växtlighet. Runt Mukabagenzi är det ganska tätbefolkat, med 100 invånare per kvadratkilometer.